# مايكل فاكوادي
مايكل فاكوادي (مواليد 18 فبراير 1989) هو لاعب كرة سلة نيجيري- أمريكي يلعب في مركز لاعب هجوم قوي الجسم في النادي الأهلي.

## روابط خارجية
- مايكل فاكوادي على موقع الدوري الإسباني لكرة السلة (الإسبانية)
- مايكل فاكوادي على موقع كرة السلة الأوروبية.كوم (الإنجليزية)
- مايكل فاكوادي على موقع كلية كرة السلة في سبورتس رفرنس.كوم (الإنجليزية)
- مايكل فاكوادي على موقع ريلجم (الإنجليزية)
- مايكل فاكوادي على موقع سبورتس رفرنس (الإنجليزية)